# Tróndur Patursson

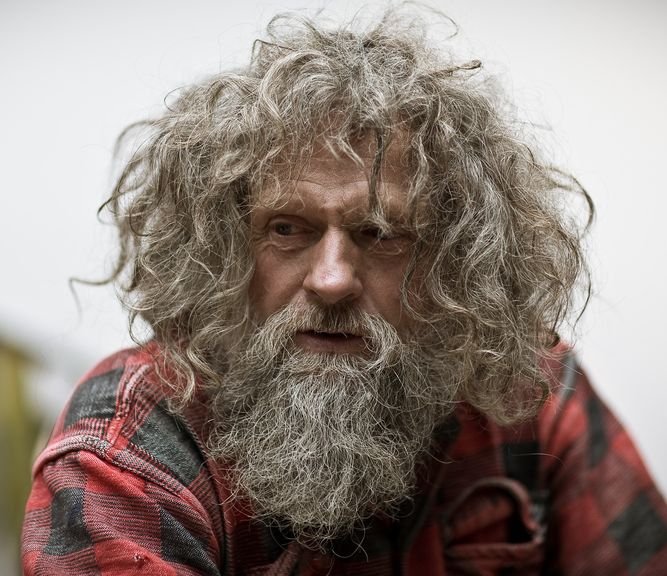
Tróndur Patursson im Februar 2010

Tróndur Sverri Patursson (* 1. März 1944 in Kirkjubøur) ist ein färöischer Künstler, der auch als Abenteurer von sich reden machte. Er befuhr zusammen mit dem Iren Tim Severin wortwörtlich alle Sieben Weltmeere.
Neben seinen abstrakten Gemälden und Skulpturen gelten besonders seine Glasmalereien nicht nur auf den Färöer als besonders bedeutungsvoll, sondern auch in Dänemark, wo er hohe Anerkennung genießt. Sein Hauptwerk ist die komplette Innenausstattung und Glasmalerei der Kirche von Gøta, an der er 1991 bis 1994 gearbeitet hat. Der Einweihung wohnte auch Königin Margrethe II. von Dänemark bei.

## Familie
Tróndur [ˈtɹœndʊɹ] wurde 1944 als Sohn des Königsbauern Jóannes Patursson junior († 1973) und dessen Frau Malan, geb. Hansen († 1983) geboren. Sein älterer Zwillingsbruder Páll wurde als der Ältere Erbe des berühmten Kirkjubøargarður, wo einst sein Urgroßvater Jóannes Patursson senior Königsbauer war.
An seinem 40. Geburtstag 1984 heiratete er seine langjährige Lebensgefährtin, die Designerin Borgny Dam Jacobsen (* 1940 in Tórshavn). Sie wohnen in Kirkjubøur, wo sie sich 1976 bis 1979 ein eigenes Haus mit Atelier und Werkstatt bauten.
Tróndur Paturssons jüngerer Bruder Bjørn ist bekannt als der Königsbauer auf Koltur, wo er zusammen mit seiner Frau der einzige Bewohner ist.

## Ausbildung
1951 bis 1958 bekam Tróndur Patursson auf dem elterlichen Hof täglichen Privatunterricht. Im Winter 1958/1959 war er einer der ersten Schüler an der Winterkunstschule von Ingálvur av Reyni und Janus Kamban in Tórshavn. In erster Linie lernte er bei av Reyni.
Von 1959 bis 1964 fuhr der junge Tróndur Patursson bereits zur See – die ersten drei Jahre auf verschiedenen Frachtern, danach als Fischer auf Trawlern, u. a. vor Grönland und Neufundland.
Sein künstlerisches Debüt war 1964 auf der Ólavsøkaausstellung in Tórshavn. Im selben Jahr nahm er auch an der Ausstellung Færøerne i Fokus (Färöer im Fokus) in der Nikolaikirche zu Kopenhagen teil. Dort besuchte er im Winter 1965/1966 Hans Christian Høyers Zeichenschule.
Nach seiner Rückkehr nach Kirkjubøur 1966 musste er sich um den elterlichen Hof kümmern, da sein Vater krank geworden war, während Páll in Norwegen auf einer Landwirtschaftsschule studierte. Da Páll sich verpflichtet hatte, nach seiner Ausbildung in einem norwegischen Betrieb weiter zu arbeiten, bat er seinen Zwillingsbruder zu tauschen. So kam Tróndur an seiner Stelle nach Norwegen, wo er den Bildhauer Ståle Kyllingstad kennenlernte, dessen Mitarbeiter und Schüler er nebenbei wurde.
1967 bis 1969 bildete sich Tróndur Patursson an der Norwegischen Kunsthandwerksschule in Voss bei Bergen als Kunstschmied aus. Auf den Rat von Kyllingstad, für den er weiter arbeitete, studierte er von 1969 bis 1973 an der Staatlichen Kunstakademie in Oslo.
Von 1969 datiert auch ein Stahlrelief im Sozialamt der Kommune Tórshavn. Es folgten 1972 eine Einzelausstellung im Kunstmuseum der Färöer und Ausstellungen in Oslo und Stavanger. Nach einer weiteren Separatausstellung im Tórshavner Kunstmuseum 1973 unternahm er eine Studienreise nach Südfrankreich.
Im selben Jahr noch ging er mit Kameraden von der Osloer Kunstakademie auf große Fahrt. Sie bauten sich eigens ein altes Segelschiff um, mit dem sie auf eine einjährige kulturhistorische Entdeckungsreise gingen, die sie von den Färöern über Norwegen, Schottland, Irland, die Biskaya, Nord-Spanien, Gibraltar, Andalusien, Marokko, Tunesien, Malta, Sizilien, Griechenland, die Türkei, Italien, Korsika, Sardinien, Mallorca wieder nach Südspanien führte, wo sie das Schiff zurücklassen mussten.
Auf der Reise besuchten sie alle erdenklichen Ausstellungen, Sammlungen und Baudenkmäler.

## Der Abenteurer
Nach einer Ausstellung in Kopenhagen 1976 unternahm Tróndur Patursson seine erste Abenteuerreise mit Tim Severin: The Brendan Voyage, die nachweisen sollte, dass es möglich war, mit einem Curragh (Fellboot), wie einst der legendäre St. Brendan von Irland über die Färöer und Island nach Neufundland zu fahren (siehe Navigatio Sancti Brendani). Am 16. Mai stachen sie von Brandon Creek aus in See. Die Reise verlief bis zu den Färöern ohne Probleme, musste aber am 16. Juli in Reykjavík abgebrochen werden, weil sich das Wetter verschlechterte.
Die zweite Etappe wurde dann auf 1977 verlegt und dauerte vom 7. Mai bis zum 26. Juni, wo sie von Reykjavík nach Peckford Island/Neufundland gelangten.
1982 stach er erneut mit Severin zusammen in See. Die Sindbad Voyage führte sie von Oman nach China. An der Jason Voyage 1984 nahm er nur auf der Etappe von Griechenland nach Georgien teil (23. April bis 30. Juni).
Um den Wahrheitsgehalt der Odyssee zu überprüfen, unternahm er zusammen mit Severin 1986 die Ulysses Voyage.
Von Mai bis November 1993 unternahmen sie den Versuch der China Voyage auf einem selbstgebauten Bambusfloß von China nach Nordamerika, der aber nicht vollständig gelang, da sie von Japan aus starteten und das Floß etwa 1000 Kilometer vor dem Ziel aufgeben mussten.
1999 begab sich das Abenteurerduo auf die Suche nach dem Wahrheitsgehalt von Moby Dick. Diese Expedition führte sie unter anderem nach Malaysia, Indonesien und die Philippinen. Auf Robinson Crusoes Spuren ging es dann 2001 in die Karibik.

## Der Künstler
Ohne Zweifel prägten all diese maritimen Abenteuer den Künstler Tróndur Patursson. Er avancierte zu einem der bedeutendsten Kulturschaffenden der Färöer mit jährlich mehreren Ausstellungen im In- und Ausland. 1981 gründete er mit Anderen den Verband der Färöischen Bildenden Künstler (Føroysk Myndlistafólk), dem er 1990 bis 1994 auch vorstand. Seit 1991 ist er fester Teilnehmer an der traditionellen Frühjahrsausstellung des Nationalen Kunstmuseums, in dessen Beirat er seit 1995 sitzt.
Patursson ist ein ausgesprochen experimenteller Künstler, der sich schon auf mehreren Gebieten ausgedrückt hat. Er arbeitet mit Skulpturen und Reliefs aus Eisen, Kupfer und anderen Metallen. Treibholz, verkohltes Holz, Walknochen, Steine und andere Materialien aus der Natur werden für monumentale Skulpturen verwendet, bei denen auf Stofflichkeit, Struktur und dekorative Qualität Wert gelegt wird.

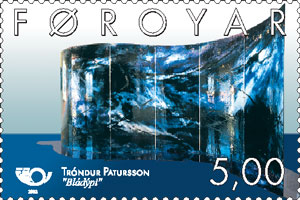
Bládýpi – „Meerestiefe“
Skulptur aus Glas und Stahl (1995) im Kulturhaus von Køge

Seit 1987 etablierte sich Tróndur Patursson als Glaskünstler. Hierfür hat er sich einen eigenen Glasofen gebaut. Seine Technik besteht darin, farbloses Pulver auf die Glasplatten zu streuen, das erst im Ofen zerfließt, sich festbrennt und dann bunt wird. Erst im Nachhinein lässt sich das Zufallsergebnis beurteilen. Die Kunst besteht darin, diesen Zufall dennoch steuern zu können.
Als die Postverwaltungen Skandinaviens 2002 das 50-jährige Jubiläum des Nordischen Rats feierten, war das Thema „zeitgenössische Kunst“. Postverk Føroya wählte Tróndur Patursson zum würdigen Repräsentanten.
Am 1. Oktober 2007 besuchten der ehemalige US-Präsident Bill Clinton und der ehemalige UN-Waffeninspekteur Hans Blix die Färöer. Beide bekamen als offizielles Geschenk je einen blauen Glasvogel aus Tróndur Paturssons Hand.

## Sein Werk

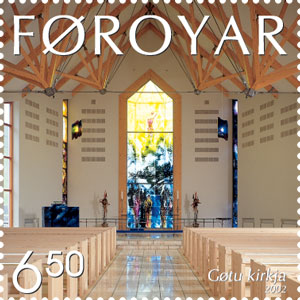
Inneneinrichtung und Glasmalereien der Kirche von Gøta

Diverse färöische und dänische Gebäude wurden mit seinen Skulpturen und Glaskunstwerken ausgeschmückt:
- Føroya Sparikassi in Tórshavn (1979)
- Technische Schule (1982)
- Hotel Føroyar (1983)
- Haus des Nordens (1985)
- SMS-Einkaufszentrum (1987)
- Útvarp Føroya und Flughafen Vágar (beide 1989)
- Kirche von Gøta (1991–1994)
Die komplette Inneneinrichtung und Glasmalereien der Kirche von Gøta zählen zu den modernen innenarchitektonischen Glanzstücken der Färöer und sind vielleicht sein stolzestes Werk.
- Rønbjerg Feriecenter in Dänemark (1992)
- Katholische Kirche auf den Färöern und Springbrunnen mitten in Tórshavn (beide 1993)
- Køge Bugt Kulturhus in Dänemark (1995)
- Flughafen Kastrup (1998)
- Krankenhäuser in Middelfart und Frederikshavn (1999)
- Tornbjerg Kirke, Odense, Bryghuset, Herning und das Althing in Island (alles 2000)
- Flughafen Kastrup und Sparekassen Kronjylland in Randers (2002)
- Reichshospital in Kopenhagen (2003)
- Frauenkirche in Svendborg, Kopenhagener Zoo und Musikhaus in Aarhus (alles 2004)

### Kosmiska rúmið – „Kosmischer Raum“

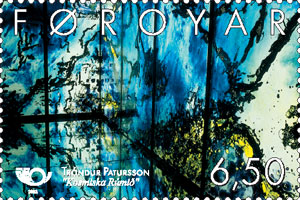
„Kosmischer Raum“ schmückt die zweite Briefmarke des Satzes von 2002.

Die erste (hier abgebildete) Version des „Kosmischer Raum“ genannten begehbaren Raumes stammt von 1996 und wurde in Kopenhagen anlässlich der Kulturhauptstadt Europas ausgestellt. 2000 gab es für eine zweite Version in Randers eine Separatausstellung. Die dritte Ausführung von 2002/2003 steht im Freien vor dem Kulturzentrum Nordatlantens Brygge in der dänischen Hauptstadt.
Ziel dieser Installation ist es, den Betrachter in das Gefühl der Schwerelosigkeit zu versetzen. Tróndur Patursson versucht hier, das Erlebnis auszudrücken, das er hatte, als er mit Severin auf einem Bambusfloß den Pazifik überquerte. Die Reise dauerte 106 Tage. Er sah keine anderen Schiffe und war auf dem Bambusfloß sehr nah am Wasser, was zur Folge hatte, dass er in den Rhythmus des Meeres kam. Dieses Erlebnis gab ihm eine Art kosmisches Meeresgefühl, das er im „Kosmischen Raum“ zum Ausdruck gebracht hat:

„Ich habe es im Container durch die Installation eines Spiegels, auf dem man geht, aber dann ist da noch ein Spiegel über einem, der eine Widerspiegelung bewirkt, die eine Tiefe von ungefähr 700 Metern und eine Höhe von ungefähr 700 Metern ergibt. Das bewirkt, dass man in eine Art kosmischen Zustand gelangt. Wenn man in den Raum kommt, gibt es keine waagerechten Linien und auch keine senkrechten Linien mehr; man hat das Gefühl, auf dem Wasser zu gehen.“

### In Dänisch über den Künstler
- Lise Funder, Per Steen Hebsgaard und Gunnar Hoydal: Tróndur Patursson, Kopenhagen 1991.
- Bárður Jákupsson: Færøernes billedkunst. Atlantia, Hjørring 2000 (S. 100–104)
- Finn Terman Frederiksen: Tróndur Patursson, Randers Kunstmuseums Forlag, 2003.

### In Englisch über den Abenteurer
- Tim Severin: The Brendan Voyage. Hutchinson & Co., London 1978 (Zeichnungen von Patursson; auch in deutscher Übersetzung Tausend Jahre vor Kolumbus. Auf den Spuren der irischen Seefahrermönche, Hoffmann und Campe, Hamburg 1979 und Fischer Taschenbuch Verlag, Frankfurt am Main 1982 usw.)
- Tim Severin: The Sindbad Voyage. Hutchinson & Co., London 1982.
- Tim Severin: The Jason Voyage. The Quest for the Golden Fleece. Hutchingson & Co, London 1985. (Zeichnungen von Patursson)
- Tim Severin: The Ulysses Voyage: Sea Search for the Odyssey. Hutchinson & Co, London 1987.
- Tim Severin: The China Voyage. A Pacific Quest by Bamboo Raft. Little, Brown and Company, London 1994.
- Tim Severin: In Seach of Moby Dick. Quest for the White Whale. Little, Brown and Company, London 1999. (Zeichnungen von Patursson)
- Tim Severin: In Search of Robinson Crusoe. Basic Books, New York 2002.